# Charbonier
Charbonier é uma comuna da província de Córdoba, na Argentina.